# Olof Bergelin
Olof Bergelin, född 22 februari 1940 i Skeppsholms församling i Stockholms stad, död 24 november 2024 i Stockholms Engelbrekts distrikt i Stockholms län, var en svensk civilingenjör och sjöofficer.

## Biografi
Bergelin avlade studentexamen i Stockholm 1959 och civilingenjörsexamen i skeppsbyggnad vid Kungliga Tekniska högskolan i Stockholm 1964. Han blev 1965 mariningenjör med löjtnants tjänsteklass och var 1966–1970 chef för Fartygs- och verkstadsförvaltningen vid Gotlands kustartilleriförsvar, 1969 befordrad till marindirektör av andra graden med örlogskaptens tjänsteklass. Han tjänstgjorde 1970–1995 vid Huvudavdelningen för marinmateriel i Försvarets materielverk: varav som detaljchef i Fartygsavdelningen 1978–1981, chef för Fartygsavdelningen 1981–1990, chef för Mariningenjörkåren 1981–1987 och som leveranskontrollant 1990–1995. Han befordrades 1978 till marindirektör av första graden med kommendörkaptens tjänsteklass och 1982 till kommendör av första graden. Han studerade 1982 vid Försvarshögskolan.
Olof Bergelin invaldes 1980 som ledamot av Kungliga Örlogsmannasällskapet.